# Laurède
Laurède (Laureda, en occitan) est une commune française située dans le département des Landes en région Nouvelle-Aquitaine.

## Géographie

### Localisation
Commune du nord de la Chalosse, Laurède est traversée par l'Adour et possède le lac de l'Amaniou, près du fleuve.

### Communes limitrophes
Les communes limitrophes sont Gouts, Lourquen, Mugron et Poyanne.
|         | Gouts    |        |
| Poyanne | Laurède  | Mugron |
|         | Lourquen |        |

### Climat
Pour des articles plus généraux, voir Climat de la Nouvelle-Aquitaine et Climat des Landes.
Historiquement, la commune est exposée à un climat océanique aquitain.  
En 2020, Météo-France publie une typologie des climats de la France métropolitaine dans laquelle la commune est exposée à un climat océanique et est dans la région climatique  Aquitaine, Gascogne, caractérisée par une pluviométrie abondante au printemps, modérée en automne, un faible ensoleillement au printemps, un été chaud (19,5 °C), des vents faibles, des brouillards fréquents en automne et en hiver et des orages fréquents en été (15 à 20 jours).
Pour la période 1971-2000, la température annuelle moyenne est de 13,1 °C, avec une amplitude thermique annuelle de 13,8 °C. Le cumul annuel moyen de précipitations est de 1 158 mm, avec 12,5 jours de précipitations en janvier et 7,7 jours en juillet. Pour la période 1991-2020, la température moyenne annuelle observée sur la station météorologique la plus proche, située sur la commune de Bégaar à 9 km à vol d'oiseau, est de 13,8 °C et le cumul annuel moyen de précipitations est de 1 114,1 mm,. Pour l'avenir, les paramètres climatiques de la commune estimés pour 2050 selon différents scénarios d’émission de gaz à effet de serre sont consultables sur un site dédié publié par Météo-France en novembre 2022.

## Urbanisme

### Typologie
Au 1er janvier 2024, Laurède est catégorisée commune rurale à habitat dispersé, selon la nouvelle grille communale de densité à sept niveaux définie par l'Insee en 2022.
Elle est située hors unité urbaine et hors attraction des villes,.

### Occupation des sols

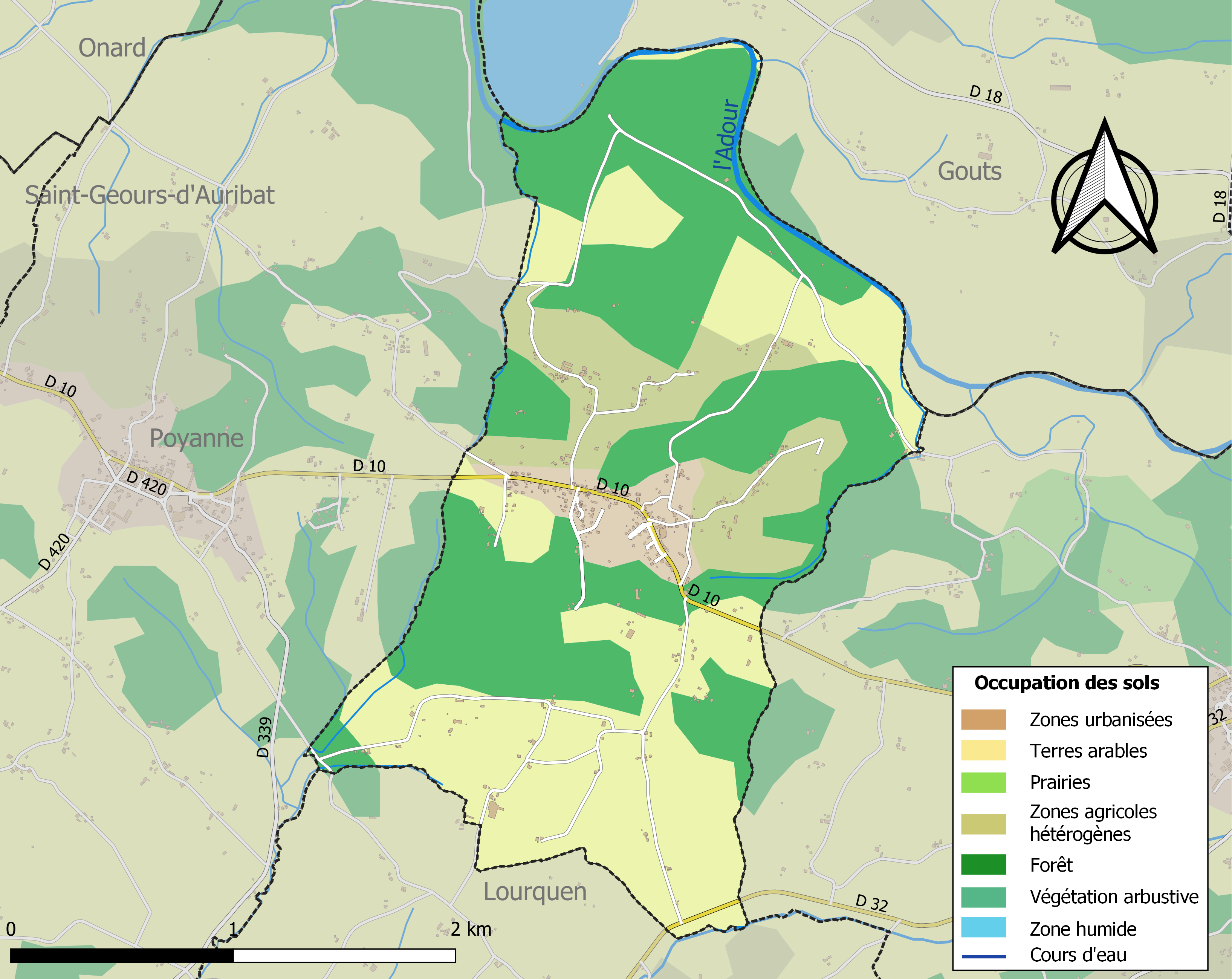
Carte des infrastructures et de l'occupation des sols de la commune en 2018 (CLC).

L'occupation des sols de la commune, telle qu'elle ressort de la base de données européenne d’occupation biophysique des sols Corine Land Cover (CLC), est marquée par l'importance des territoires agricoles (49,7 % en 2018), en augmentation par rapport à 1990 (41,2 %). La répartition détaillée en 2018 est la suivante : forêts (45,2 %), terres arables (36,1 %), zones agricoles hétérogènes (13,7 %), zones urbanisées (5,1 %). L'évolution de l’occupation des sols de la commune et de ses infrastructures peut être observée sur les différentes représentations cartographiques du territoire : la carte de Cassini (XVIIIe siècle), la carte d'état-major (1820-1866) et les cartes ou photos aériennes de l'IGN pour la période actuelle (1950 à aujourd'hui).

### Risques naturels et technologiques
Le territoire de la commune de Laurède est vulnérable à différents aléas naturels : météorologiques (tempête, orage, neige, grand froid, canicule ou sécheresse), inondations, mouvements de terrains et séisme (sismicité faible). Un site publié par le BRGM permet d'évaluer simplement et rapidement les risques d'un bien localisé soit par son adresse soit par le numéro de sa parcelle.
Certaines parties du territoire communal sont susceptibles d’être affectées par le risque d’inondation par débordement de cours d'eau, notamment l'Adour. La commune a été reconnue en état de catastrophe naturelle au titre des dommages causés par les inondations et coulées de boue survenues en 1999, 2009, 2013 et 2014,.
Les mouvements de terrains susceptibles de se produire sur la commune sont des tassements différentiels.

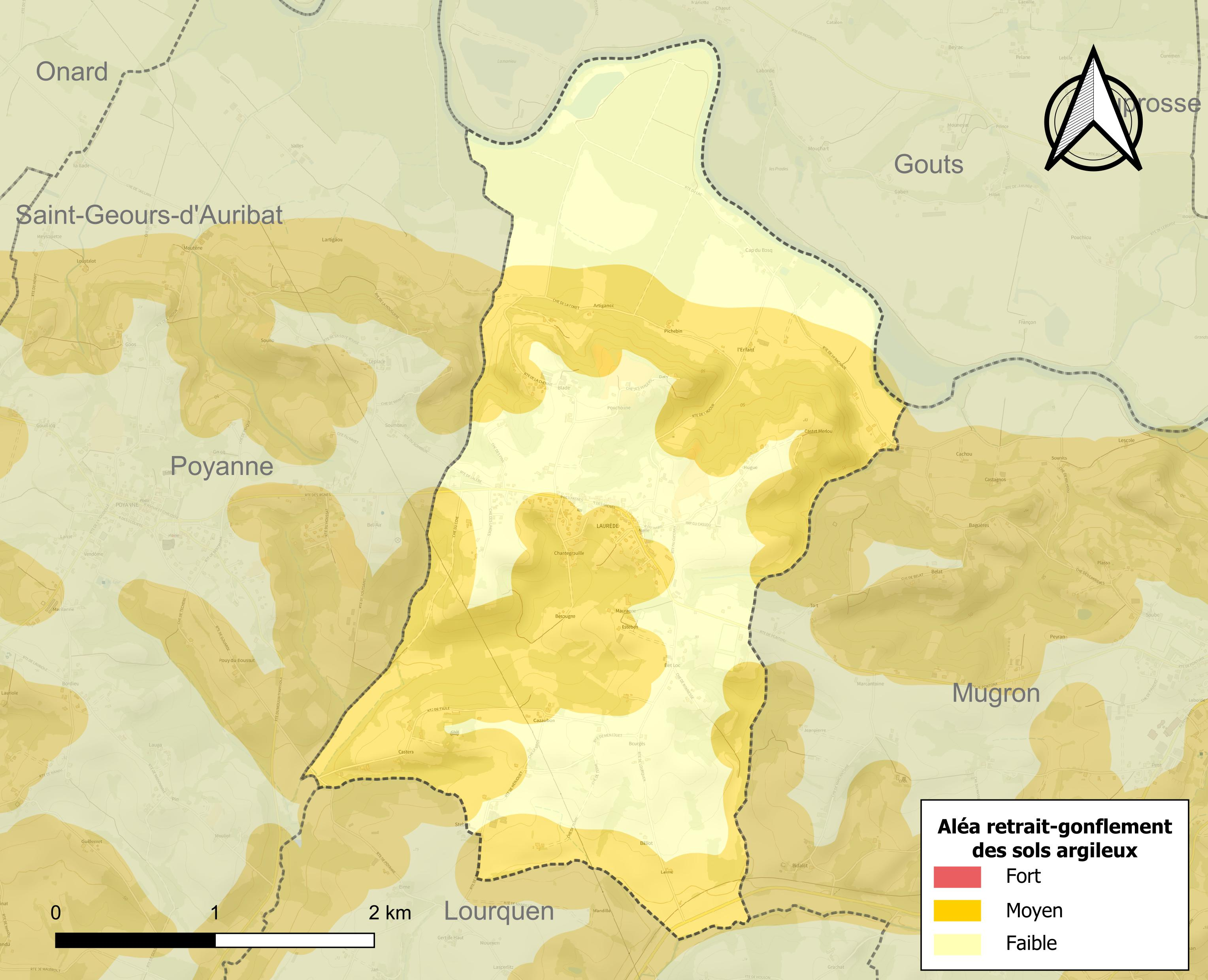
Carte des zones d'aléa retrait-gonflement des sols argileux de Laurède.

Le retrait-gonflement des sols argileux est susceptible d'engendrer des dommages importants aux bâtiments en cas d’alternance de périodes de sécheresse et de pluie. 51,7 % de la superficie communale est en aléa moyen ou fort (19,2 % au niveau départemental et 48,5 % au niveau national). Sur les 199 bâtiments dénombrés sur la commune en 2019, 97 sont en aléa moyen ou fort, soit 49 %, à comparer aux 17 % au niveau départemental et 54 % au niveau national. Une cartographie de l'exposition du territoire national au retrait gonflement des sols argileux est disponible sur le site du BRGM,.
Concernant les mouvements de terrains, la commune a été reconnue en état de catastrophe naturelle au titre des dommages causés par des mouvements de terrain en 1999.

## Politique et administration
| Période                                  | Période   | Identité             | Étiquette | Qualité     |
| ---------------------------------------- | --------- | -------------------- | --------- | ----------- |
| Les données manquantes sont à compléter. |           |                      |           |             |
| mars 1977                                | mars 2008 | Claude Carrincazeaux | SE        |             |
| mars 2008                                | En cours  | Michel Roussel       | SE        | Agriculteur |

### Jumelages
- Blotzheim (France)

## Population et société

### Démographie
| 1793 | 1800 | 1806 | 1821 | 1831 | 1836 | 1841 | 1846 | 1851 |
| ---- | ---- | ---- | ---- | ---- | ---- | ---- | ---- | ---- |
| 773  | 760  | 844  | 860  | 826  | 870  | 769  | 747  | 702  |

| 1856 | 1861 | 1866 | 1872 | 1876 | 1881 | 1886 | 1891 | 1896 |
| ---- | ---- | ---- | ---- | ---- | ---- | ---- | ---- | ---- |
| 698  | 674  | 677  | 689  | 688  | 675  | 660  | 660  | 639  |

| 1901 | 1906 | 1911 | 1921 | 1926 | 1931 | 1936 | 1946 | 1954 |
| ---- | ---- | ---- | ---- | ---- | ---- | ---- | ---- | ---- |
| 603  | 607  | 570  | 507  | 483  | 477  | 460  | 417  | 382  |

| 1962 | 1968 | 1975 | 1982 | 1990 | 1999 | 2004 | 2006 | 2009 |
| ---- | ---- | ---- | ---- | ---- | ---- | ---- | ---- | ---- |
| 377  | 380  | 336  | 332  | 339  | 340  | 355  | 349  | 371  |

| 2014 | 2019 | 2022 | - | - | - | - | - | - |
| ---- | ---- | ---- | - | - | - | - | - | - |
| 392  | 371  | 367  | - | - | - | - | - | - |

### Sports et loisirs
Le Chalosse Football Club, dont le siège est à Laurède, existe depuis 1976.
Le Basket Club Laurédien a disparu en 2005.

### Enseignement
L'unique établissement d'enseignement de la commune de Laurède relève de l'académie de Bordeaux, qui regroupe les départements de la région Nouvelle-Aquitaine.
Laurède possède une seule école primaire : L'école primaire publique de Laurède. L'école dépend de l'Inspection académique des Landes et les bâtiments de l'école appartiennent à la mairie de Laurède. L'école primaire publique de Laurède se trouve en zone A en ce qui concerne le calendrier des vacances scolaires et elle comporte 18 élèves. On y trouve également les caractéristiques suivantes : la présence d'une cantine et la formation continue des adultes.

## Culture locale et patrimoine

### Lieux et monuments
- Église Saint-Jacques de Laurède classée aux monuments historiques[26].
- Maison Peyne, maison capcazalière du XVIIe siècle classée aux monuments historiques[27].
- Site du souvenir du Clauzon en mémoire de quatre résistants du canton fusillés en 1944[28].
- Le 9 septembre 2018, une statue réalisée par Jacques Raoult est inaugurée en hommage à Henri Emmanuelli[29]. Un mémorial est également inauguré[30].

### Personnalités liées à la commune
- Henri Emmanuelli, député PS de la 3e circonscription des Landes, inhumé dans le cimetière de la commune.
- Paul Daverat né le 13 août 1855 à Laurède et décédé le 13 janvier 1890 à Laurède. Célèbre sauteur de course landaise. "Laurède lui a élevé une statue en bas-relief, due au ciseau de Cel le Gaucher, en 1947." Extrait de Mémoire des Landes de Jean-Pierre Laulom.
- Frédéric Bastiat, né le 30 juin 1801 à Bayonne et mort le 24 décembre 1850 à Rome, est un économiste, homme politique et magistrat français dont la famille est originaire de Laurède.